# دیمیتری فولکیه
دیمیتری فولکیر (فرانسوی: Dimitri Foulquier‎؛ زادهٔ ۲۳ مارس ۱۹۹۳) بازیکن فوتبال اهل فرانسه است.

## باشگاهی
از باشگاه‌هایی که در آن بازی کرده‌است می‌توان به باشگاه فوتبال والنسیا، باشگاه فوتبال رن، باشگاه فوتبال واتفورد، باشگاه فوتبال استراسبورگ، باشگاه فوتبال ختافه و باشگاه فوتبال گرانادا اشاره کرد.

## تیم ملی
وی همچنین در تیم‌های ملی فوتبال زیر ۱۸ سال فرانسه، زیر ۱۹ سال فرانسه، زیر ۲۰ سال فرانسه، زیر ۲۱ سال فرانسه، و تیم ملی فوتبال گوادلوپ بازی کرده‌است.